# Artec Grupo de Teatro da Faculdade de Letras
O ArTeC é um dos grupos de teatro da Faculdade de Letras da Universidade de Lisboa, tendo como encenador Marcantonio Del Carlo.

## Uma Biografia
Por detrás da cortina está um Grupo de Teatro que nasceu no Bar Novo da Faculdade de Letras da Universidade de Lisboa, em Novembro de 1994, o ArTeC, depois da realização de um workshop de teatro, sob a orientação de Marcantonio Del Carlo e João Lagarto. Depois deste workshop, as pessoas que nele participaram, resolveram pôr em prática o que nele aprenderam, levando assim à cena, em Janeiro de 1995, o espectáculo Por Detrás da Cortina. O grupo que crescera “por acaso”, criou a dramaturgia do primeiro espectáculo, tendo como tema a caótica e problemática vida académica. Após este primeiro sucesso, foi com naturalidade que o grupo continuou, com a peça Os Quatro Elementos, em Junho de 1995. Também esta peça era virada para o mundo onde o ArTeC parecia feito a ser inserido: a faculdade. Esta convivência no mundo académico não deu um ar sério e pesado ao ArTeC, pelo contrário. O grupo foi levantando voo, e fazendo o teatro apenas pela magia do teatro, e pela vontade de continuar, foi solidificando a sua presença no teatro da Faculdade de Letras.
Com o sucesso da adaptação de António Pedro da tragédia de Sófocles, Antígona, o ArTeC ultrapassou as paredes da Faculdade de Letras, e fortificou o seu nome no teatro académico de Lisboa. Numa adaptação dramatúrgica das peças A Birra do Morto e Grupo de Vanguarda, de Vicente Sanches, estreia em Novembro de 1997 Birras de Morte, também apresentada no festival ACTUS’97, em Coimbra.
1998 foi um ano com duas estreias para o ArTeC: em Janeiro, a partir dos textos do grupo, Geração Desen-rasca ou Deixei de Acreditar em Deus Desde que Fui com a minha Avó a Fátima. E em Dezembro, Talvez Pessoa, a partir dos textos de Fernando Pessoa e seus heterónimos.
Desde do início inesperado do grupo em 1994, o ArTeC passou e representou o improviso previamente previsto, o humor de Vicente Sanches, e partiu ainda à descoberta da poesia e dos seus fazedores, com Sófocles e Pessoa. Mas em 1999 com Os Amigos de Gabriel, um texto de Marcantonio Del Carlo, e com um grupo já adulto no palco, eis a hora e o momento de reflectir sobre o que é fazer teatro universitário num país que parece continuar a negar aos jovens a sua liberdade para criar. Foi “Um relato de uma geração!”
Em Novembro de 2000, um texto de José Fer, As Máscaras de (...) ou a Explicação das Letras, que chegou ao Mostra-Te Jovem 2000, no Teatro Taborda. Em 2001, uma versão muito livre do conto original de Jacob e Wilhelm Grimm, A Branca de Neve e o Anão Esquizofrénico.
Em 2002 e 2003, o grupo voltou aos seus textos puramente originais, com A Tua Mãe Não Te Grama e Vidas Irreais Uma Comédia Radiofónica. E em 2004, o grupo fez uma pausa, dedicando-se apenas a cursos de teatro universitário.
Em 2005, de volta ao palco e aos contos infantis, desta vez com Have No Fear PP is Here, ou o Pequeno Polegar, numa adaptação livre do conto original de Charles Perrault.
Em 2007, 100 Ideias, um Espectáculo com Legendas traz os cinco sentidos ao palco do Bar Novo. Uma peça muda, mas com muito movimento e música, dão a liberdade ao espectador de criar a sua própria peça através dos movimentos dos actores. Com a ajuda preciosa da coreógrafa/actriz Marta Nunes, este espectáculo permitiu ao ArTeC voar.
2008 foi o regresso a um clássico, desta vez William Shakespeare. Fragmentos de Romeu e Julieta mostrou uma peça em que os actores estando sempre em cena, envolviam o espectador na paixão e na tragédia do autor inglês.
2009 foi o ano de pôr tudo a Nu. Num regressar à escrita do encenador residente, Marcantonio Del Carlo, esta peça retratava a vida de um estudante português, ou seriam vários? Ou seria finlandês? Enfim, foi o ano de pôr tudo a nu!
2010 trouxe ao palco do ArTeC uma das suas peças de maior sucesso Os Amigos de Gabriel. Com sessões esgotadas em todos os fins-de-semana, esta é uma peça sobre a história de um grupo de teatro, os Sem-Abrigo, mas que poderia ser de qualquer grupo de teatro amador, ArTeC incluído.

## Sinopse da primeira peça do ARTEC,Por Detrás da Cortina, 1994[1]
Marcantonio Del Carlo

## Os Amigos de Gabriel— Espectáculo de 2010

### Sinopse
Esta é a história de um grupo de teatro universitário, os Sem-Abrigo, que nunca teve subsídios nem estilo dramático definido.
Um belo dia, Gabriel, o líder do grupo, decide escrever uma peça e encená-la. Isto cria um certo mal-estar dentro de um grupo de amadores, cuja maior virtude sempre foi um espírito colectivo no que diz respeito à criação.
Um enredo humorado e cheio de revezes que irá surpreender os espectadores chamados a participar no espectáculo de forma original e divertida.
Um texto original do actor e encenador Marcantonio Del Carlo, levado à cena pelo ArTeC nos anos 90, agora reescrito pelo mesmo, que retrata a realidade do dia-a-dia de todos os que se dedicam ao teatro amador, procurando escapar ao quotidiano académico, aborrecido na forma e inconsequente nos conteúdos.
Muitos fazem-no cantando numa tuna, ou escrevendo no jornal da associação de estudantes, ou fumando charro atrás de charro. Outros, a maioria, frequentando as festas da universidade.
Os Amigos de Gabriel recorrem ao teatro para se esquecerem que talvez, quando acabarem o que Bolonha lhes impingiu, irão parar ao tal desemprego de que todos falam, mas ninguém quer saber.

### Ficha Técnica deOs Amigos de Gabriel— Espectáculo de 2010 do ArTeC
Elenco:
Amadeu Mendes; Ana Reis; Diana Freire; Diogo Marques; Filipa Teixeira; Helga Costa; Raquel Martins; Tito Teixeira
Encenação e Texto:
Marcantonio Del Carlo
Luz:
Pedro Simões
Figurinos:
Luísa Valdeira
Grafismo e Imagem:
Rui Soares Esteves
Som e Produção:
Catarina Poderoso

### Apresentações do espectáculo
2 de Maio de 2010 — Teatro da Malaposta
Mês de Maio de 2010 — Bar Novo da Faculdade de Letras da Univ. de Lisboa
12 de Junho de 2010 — Associação Cultural Pauta Humana — Águeda

## Historial do ArTeC
1994: Por Detrás da Cortina, textos do ArTeC
1995: Os Quatro Elementos, textos de Peter Handke e Frank Kafka
1996: Antígona, baseado na adaptação livre de António Pedro do texto de Sófocles
1997: Birras de Morte, adaptação dramatúrgica de Marcantonio Del Carlo das peças Grupo de Vanguarda e A Birra do Morto de Vicente Saches
1997: Geração Desen-Rasca ou Deixei de Acreditar em Deus desde que fui com a minha avó a Fátima, textos do ArTeC.
1998: Talvez Pessoa, textos de Fernando Pessoa
1999: Os Amigos de Gabriel, textos de Marcantonio Del Carlo
2000: As Máscaras da (...) ou A Explicação das Letras, de José Fer
2001: A Branca de Neve e o Anão Esquizofrénico, versão livre do conto original de Jacob Wilhelm Grimm
2002: A Tua Mãe Não Te Grama, textos do ArTeC
2003: Vidas Irreais Uma Comédia Radiofónica, textos do ArTeC
2005: Workshop de Teatro
2006: Have No Fear PP is Here ou o Pequeno Polegar, versão muito livre do conto infantil de Charles Perrault
2007: 100 Ideias, Um Espectáculo com Legendas, textos do ArTeC
2008: Fragmentos de Romeu e Julieta, excertos da obra Romeu e Julieta, de William Shakespeare
2009: Nu, texto de Marcantonio Del Carlo
2010: Os Amigos de Gabriel, de Marcantonio Del Carlo